# Gmina Cybinka
Die Gmina Cybinka ist eine Stadt-und-Land-Gemeinde im Powiat Słubicki der Woiwodschaft Lebus in Polen. Ihr Sitz ist die gleichnamige Stadt (deutsch Ziebingen, niedersorbisch: Zebinki) mit etwa 2800 Einwohnern.

## Geographie
Die Gemeinde umfasst eine Fläche von fast von 280 km² und liegt in der Neumark, zehn km südöstlich von Słubice und etwa 50 km nordwestlich von Zielona Góra (Grünberg in Schlesien) zwischen den Flüssen Oder und Pliszka (Pleiske).
Das Mündungsgebiet der Neiße in die Oder wurde im Juli 1998 zum Krzesiński Park Krajobrazowy (Landschaftsschutzgebiet Krzesin) erklärt; er hat eine Fläche von 8546 Hektar.

## Gliederung
Die Stadt-und-Land-Gemeinde (gmina miejsko-wiejska) Cybinka hat etwa 6600 Einwohner. Zu ihr gehören folgende Dörfer (deutsche Namen bis 1945) mit Schulzenämtern (sołectwa):
- Białków (Balkow, niedersorbisch Bołków)
- Bieganów (Busch)
- Drzeniów (Drehne)
- Grzmiąca (Grimnitz, nsb. Krjemjenica)
- Krzesin (Kräsem)
- Kłopot (Kloppitz, nsb. Kłopice)
- Maczków (Matschdorf)
- Mielesznica (Melschnitz, nsb. Malešnica)
- Radzików (Reichenwalde), mit Herrenhaus Reichwalde
- Rąpice (Rampitz, nsb. Rampice)
- Sądów (Sandow)
- Urad (Aurith)

Weiterhin gibt es folgende Ortschaften ohne Schulzenamt:
- Bełcze (Rauschmühle)
- Białkówek
- Bieganów (Buschvorwerk)
- Bielewo (Sandvorwerk)
- Borówki (Teerofen)
- Borzyska (Teerofen)
- Czepczynek (Buschkrug)
- Grabiec (Untermühle)
- Gąsiorowo (Weißer Berg)
- Jarzębiak (Chausseekrug)
- Jaskółczyn (Hammer)
- Jerzmanice (Hermannia)
- Konotopek (Kontopmühle)
- Kłodziny (Vordermühle)
- Mątwy (Schöpfwerk)
- Młodno (Meldensee)
- Nowy Maczków (Kolonie Matschdorf)
- Płaczki (Vaterswille)
- Radzikówek (Forsthaus Reichenwalde)
- Rybojedzko (Oder)
- Samosiedz (Hamelberg)
- Sarbski Młyn (Wendischmühle)
- Siersko (Sierzig)
- Smogorki (Theerbude)
- Szydłów (Schiedlo, heute Wüstung)
- Tawęcin (Tauentzienhof)
- Urad Górny (Auritherbrücke)
- Wydrzyłój (Andreasmühle)
- Załuskowo (Reichenwalde Vorwerk)